# Røjle
Røjle is een plaats in de Deense regio Zuid-Denemarken, gemeente Middelfart. De plaats telt 230 inwoners (2020). Het dorp ligt aan de voromalige spoorlijn Odense - Middelfart. Het stationsgebouw is bewaard gebleven. Kerkelijk maakt Røjle deel uit van de parochie Vejlby.